# (1351) Uzbekistania
(1351) Uzbekistania est un astéroïde de la ceinture principale, découvert le 5 octobre 1934 par Grigori Néouïmine à l'Observatoire de Simeïz. Ses désignations temporaires sont 1934 TF, 1925 CA, 1928 QJ, 1931 FK, A917 SL et A920 FA.